# Snapper Music
Snapper Music is een onafhankelijk Engels platenlabel dat werd opgericht in 1996 door Jon Beecher, en gefinancierd door Mark Levinson van Palan Music Publishing. In 1999 brak Snapper met Palan door een managementbuy-out (MBO).
In 2004 werd Snapper uitgekocht door muziekuitgever Bryan Morrison. In 2005 werden Beecher en Dougie Dudgeon vervangen door Frederick Jude, een voormalig medewerker van Palan Music.
Het label heeft van enkele bekende artiesten muziek uitgegeven, zoals Anathema, Cradle of Filth, no-man, Peter Andre, Pink Floyd, Porcupine Tree, The Stooges en W.A.S.P.
Naast de eigen naam waarop muziek wordt uitgegeven heeft Snapper ook enkele sublabels die gespecialiseerd zijn in specifieke muziekgenres. Dit zijn Peaceville (metal), Kscope (post-progressieve rock) en Charly (r&b, jazz, blues).

## Artiesten
Bekende en belangrijke bands in heden en verleden op het label:
Kscope
- Anathema
- Tesseract
- The Pineapple Thief
- Porcupine Tree
- Steven Wilson
- Paul Draper

Peaceville
- Autopsy
- Cradle of Filth
- Darkthrone
- Katatonia
- My Dying Bride
- Opeth

Madfish
- Steve Hillage
- Fleetwood Mac
- Gong
- Marillion
- Ozric Tentacles
- The Pretty Things

Charly
- 13th Floor Elevators
- Funkadelic
- Small Faces
- Curtis Mayfield
- Nina Simone
- Bobby Womack